# Jerome Jennings

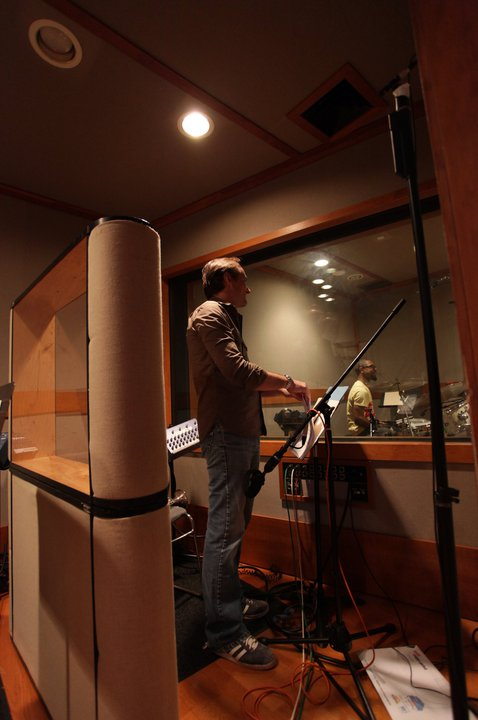
Jerome Jennings (Mitte rechts) bei einer Aufnahmesession in New York City 2011 mit dem Trompeter Stéphane Ronget (links)

Jerome Jennings (* 28. Oktober 1980 in Cleveland, Ohio) ist ein US-amerikanischer Jazzmusiker (Schlagzeug) und Musikpädagoge.

## Leben und Wirken
Jennings begann sich schon früh für das Schlagzeug zu interessieren; zum Jazz kam er durch ein Album von Art Blakey. In der Highschool spielte er in verschiedenen Ensembles,  bevor er ein Stipendium zum Studium an der Ohio State University bekam, wo er Unterricht bei Pharez Whitted hatte, und wechselte dann zur Rutgers University (Mason Gross School for the Performing Arts, Abschluss 2004). Den Master erwarb er 2007 an der Juilliard School, an dem er das Morse Fellowship Stipendium erhielt. Unter Phil Schaap als Tutor setzte er seine Studien am Lincoln Center fort, an dem er seit 2017 als Resident Director des Juilliard Jazz Orchestra fungiert.
Ab den frühen 2000er-Jahren arbeitete er in der New Yorker Jazzszene mit früheren Musikern von Art Blakeys Jazz Messengers wie Charles Fambrough, Curtis Fuller, Benny Golson, David Schnitter, Ronnie Mathews, Javon Jackson, Curtis Lundy, Wynton Marsalis, Lonnie Plaxico, Valery Ponomarev, Bobby Watson und Frank Lacy, außerdem mit der Formation Brooklyn Soul Organization, mit der auch erste Aufnahmen entstanden, ferner mit Sean Jones, Jason Marshall, Steve Hudson, Sonny Rollins (Holding the Stage: Road Shows, Vol. 4, 2016), Joe Baione, Ernestine Anderson (Live at Dizzy's Club Coca-Cola), Houston Person, Paula West, Sarah Manning, Jon Burr, Shunzo Ohno und Jazzmeia Horn. Um 2010 spielte er mit Mike Noordzy (Bass) und Anthony Ware (Altsaxophon) das Trioalbum Socialized Improvisation ein. Im Januar 2016 nahm Jennings mit Sean Jones (Trompete), Dion Tucker (Posaune), Howard Wiley (Tenorsaxophon), Christian Sands (Piano) und Christian McBride (Bass) sein Debütalbum The Beast (Iola) auf. Im Bereich des Jazz war er von 2004 bis 2017 an 26 Aufnahmesessions beteiligt.
Jennings unterrichtet außerdem innerhalb des Jazz At Lincoln Center im Programm Jazz for Young People (JFYP), am New Jersey Performing Arts Center und im Lincoln Center als Leiter des JALCYO (Jazz At Lincoln Center Youth Orchestra). 2017 wurde er bei den JJA Awards der Jazz Journalists Association in der Kategorie Up and Coming Musician nominiert.